# U 3 (Kriegsmarine)
De U 3 was een Duitse U-boot van het Type IIA. De tewaterlating gebeurde op 19 juli 1935 bij de Deutsche Werke te Kiel. De boot werd op 29 juni 1935 onder Oblt. Hans Meckel in dienst genomen en werd op 1 augustus 1944 te Gdynia uit dienst genomen en in 1945 gesloopt.
De U 3 was voornamelijk als opleidingsboot in gebruik, maar voer tijdens de Tweede Wereldoorlog vijf oorlogspatrouilles. Tijdens deze patrouilles, onder commando van Joachim Schepke, werden door de U 3 twee schepen tot zinken gebracht met een totale waterverplaatsing van 2.348 ton. In april 1940 nam de U 3 als onderdeel van het 8. Unterseebootsflottille deel aan de invasie van Noorwegen, Operatie Weserübung. Ander onderzeeboten die ingedeeld waren bij dit flottielje waren de U 2, U 5 en U 6.
De U 3 is tweemaal doelwit geweest van een aanval door een andere onderzeeboot. De eerste keer was op 30 september 1939, ongeveer 25 km ten noorden van Kinnaird Head, door de Britse onderzeeboot H 34. Er werden twee torpedo's gelanceerd op de U 3 die beide misten. De tweede aanval was op 16 april 1940, ongeveer 15 kilometer ten zuidwesten van Egersund. De Britse onderzeeboot Porpoise lanceerde zes torpedo's die alle misten.

## Commandanten
- 6 augustus 1935 - 29 september 1937 Oblt. Hans Meckel.[1]
- 30 september 1937 - juli 1938 Ernst-Günter Heinicke.[1]
- 29 oktober 1938 - 2 januari 1940 Kptlt. Joachim Schepke.[1]
- 3 januari 1940 - 28 juli1940 Gerd Schreiber.[1]
- 29 juli 1940 - 10 november 1940 Kptlt. Helmut Franzke.[1]
- 11 november 1940 - 2 juli 1941 Kptlt. Otto von Bülow.[1]
- 3 juli 1941 - 2 maart 1942 Oblt. Hans-Hartwig Trojer.[1]
- 3 maart 1942 - 30 september 1942 Joachim Zander.[1]
- 1 oktober 1942 - 18 mei 1943 Oblt. Herbert Zoller.[1]
- 19 mei 1943 - 9 juni 1944 Oblt. Ernst Hartmann.[1]
- 10 juni 1944 - 16 juli 1944 Hermann Neumeister.[1]